# Matthias Blumhagen

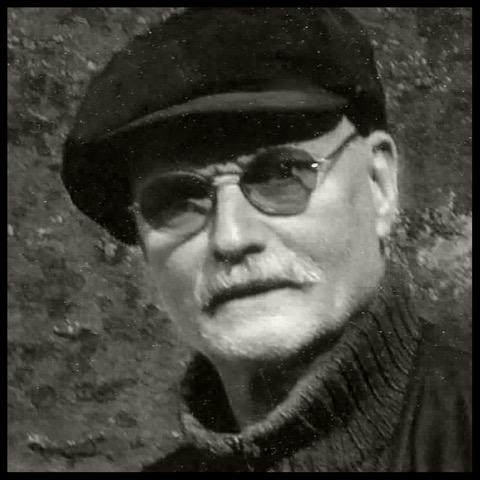
Selbstporträt (2018)

Matthias Blumhagen (* 2. Oktober 1951 in Dresden) ist ein deutscher Bühnenbildner und Fotograf.

## Leben
Er wurde im Dresdner Stadtteil Loschwitz geboren. Aufgewachsen ist Matthias Blumhagen in Dresden, Schwerin, Karl-Marx-Stadt und Jena in einer musikalischen Familie als Sohn des Kapellmeisters und Orchesterleiters Günter Blumhagen und der Musiklehrerin Helga Stang. Den ersten Kontakt zur Fotografie erhielt er durch seinen Vater, der als Hobbyfotograf seinen Sohn auch in die Negativentwicklung einwies.
Von 1970 bis 1975 studierte er an der Hochschule für Bildende Künste Dresden in der Fachrichtung Bühnenbild und war anschließend als Diplom-Bühnenbildner in Frankfurt (Oder) und ab 1977 in Potsdam beschäftigt. In dieser Zeit begann die Beschäftigung mit der Fotografie, seine erste eigene Kamera, eine Praktica, kaufte er 1973.
Ab 1981, zurück in seiner Geburtsstadt Dresden, intensivierte er die Arbeit mit der Kamera und richtete sein erstes eigenes fotografisches Labor ein. 1983 entschied er sich für die Fotografie als ihm gemäßes künstlerisches Ausdrucksmittel. Seinen Broterwerb verdiente er bis 1990 als Mitglied einer Dresdner Restauratorengruppe (Wandmalerei/Baufassung). Eine Karriere als hauptberuflicher Fotograf gelang ihm sowohl vor als auch nach 1990 aufgrund von, wie er selbst sagt, „geschäftlicher Unfähigkeit“ nicht.
Neben seiner künstlerischen Arbeit wirkte Blumhagen von 1990 bis 2004 als Fotograf und Gestalter für das Sächsische Weinbaumuseum im Berg- und Lusthaus Hoflößnitz in Radebeul. Zwischen 1998 und 2003 übernahm Blumhagen zahlreiche Lehraufträge für die HfBK Dresden, anschließend war er dort bis 2016 als Leiter der Werkstätten „Lichtbild – Fotografie“ tätig.
Seit 2017 sammelt und ordnet Blumhagen Texte und Bilder aus knapp vierzig Jahren in Ansichtsbänden der „edition schattenland“. „Das sind nun sorgfältig gestaltete und gefertigte Bändchen, die ich anbieten möchte in signierten Einzelexemplaren. […] Schattenland? Nicht Land bei Nacht, aber in Dämmerung. Herbst. Nebel. Stille. Stark gedämpfte Farbigkeiten. Ich komme ja her von der Strenge des sogenannten Schwarzweiß in der Photographie. Aus der Schattenwelt der Dunkelkammer. Vielleicht deshalb Schattenland? Ohne Schatten kein Licht. Ohne Licht kein Ausdruck. Ohne Tod kein Leben. So ist das. Ach so, der zweite Gedichtband von Johannes Bobrowski 1963 hieß Schattenland Ströme. Das ist eine gute Nachbarschaft. Ein hoher Nachbar freilich!“
Blumhagen ist Mitglied im Landesverband Bildende Kunst Sachsen und im Bundesverband Bildender Künstlerinnen und Künstler.

## Künstlerisches Profil

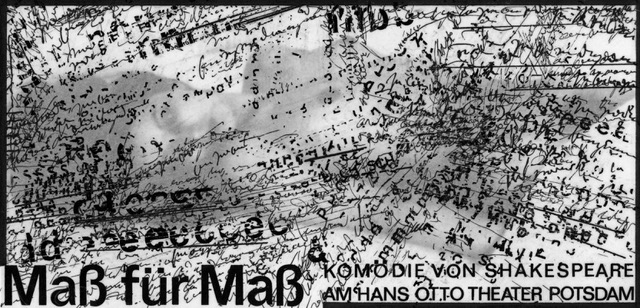
Entwurf für das Programmheft zu Maß für Maß (Magdeburg, 1981)

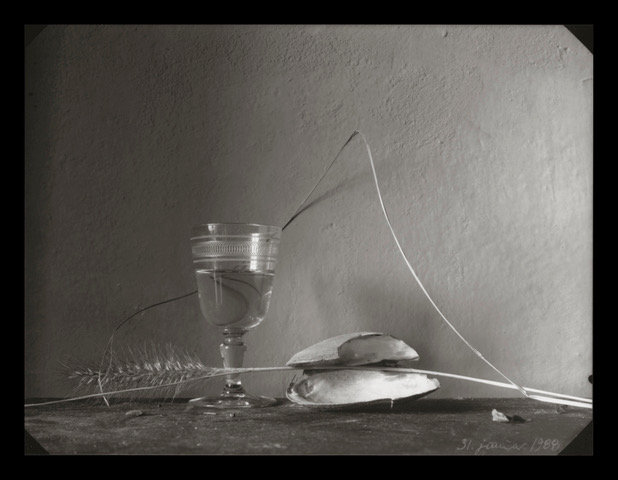
Stillleben nach holländischem Vorbild (1988)

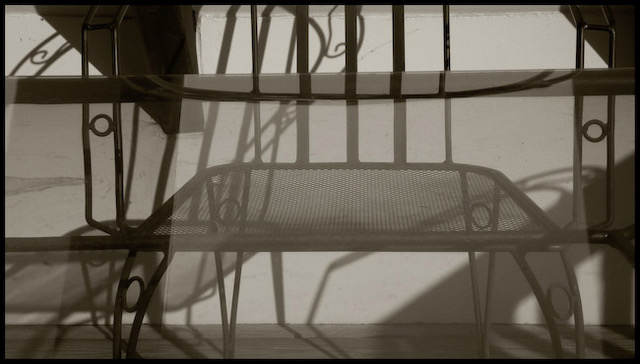
Stolpe 22 (2008)

Matthias Blumhagen, der als Autodidakt zur Fotografie kam, bezeichnete sich aufgrund seiner Vorliebe für historische Kameras und Arbeitsweisen gelegentlich selbst als der letzte Fotograf des 19. Jahrhunderts.
In der Fotografie reizt „ihn das von moderner Technik unberührte Handwerkliche besonders, und er beginnt Mitte der 80er Jahre mit Aufnahme- und Kameraformaten bis zur Bildgröße von 30 x 40 Zentimeter zu arbeiten. […] In eigener Darstellung nennt er dies: Beschränkung als Bereicherung. Und im Umgang mit solcher selbst auferlegten Beschränkung gewinnt er seine eigenwillige Sensibilität für die Grenzlinie zwischen melancholischer Harmonie und herber Sachlichkeit der Dinge.“
Sein Werk umfasst nicht klassisch als Handabzug hergestellte Vergrößerungen, sondern Kontaktkopien der vielfach mit historischen Holzkameras aufgenommenen Großformatnegative. Blumhagens Bilder, die ab 1985 in Ausstellungen gezeigt wurden, sind „ein Bekenntnis zum Kontaktabzug, einer eins-zu-eins Übersetzung des Formats vom Negativ aufs Papier, ohne jede Vergrößerung. Sie zeugen von einem perfekten Beherrschen des Zusammenspiels zwischen Papierqualitäten und Entwicklerchemikalien, mit dem er sehr spezielle Wirkungen zu erzielen vermag. Matthias Blumhagens Kompositionen ist anzusehen, daß Zeit in ihnen steckt, viel Zeit. Und daß sie in Fotografie getragenes Denken sind. Minutiös wurden Licht- und Schattenwelten austariert.“
Dass Blumhagen auch das Papiernegativ als eigene Verfahrensweise mit ungewöhnlichen Merkmalen für sich entdeckt hat, scheint nur folgerichtig. Vergangenheit, Vergänglichkeit, Erinnerung sind Konstanten in seinem Werk, berühren gleichermaßen Produkt und Produktion: „‘Wirklich ändern läßt sich nur Vergangenheit‘ [...] Hier will ich mit diesem Satz auf ein Dilemma der Photographie hinweisen. Wenn er denn zutrifft, so folgt daraus, daß Vergangenheit nur subjektiv, also fürs Bewußtsein, vorhanden ist. Vergangenheit ist nur im Kopf vorhanden. Sie besteht in Erinnerung, exakt: Beschreibung von Erinnerung. Die vollkommene Vergangenheit ist der Traum. Für Träume hat es nie Gegenwart gegeben, mit welcher sich Erinnerung vergleichen ließe; denn auch Zeugen für Träume gibt es nicht. Sie sind eben Nichts als Erinnerung. Photographie nun ist unausweichlich an ihr Motiv, ans Objekt, also an gegenwärtiges, an Gegenwärtigkeit, Gegenwart überhaupt, gebunden. Dieses Objekt hält sie fest, fürs Erinnern nämlich. So wirkt Photographie als Vertretung für Vergangenes. Auch läßt sich sagen: Photographie ist Vergangenheit, ist Erinnerung: an dieses eine Ding, an diesem Ort in dieser Situation. Vorbei also, dahin und entschwunden; nur das Photo ist geblieben. Der Augenblick ist zum Photo erstarrt, die Kamera hat ihn fixiert, wie es heißt. So ist auch bewiesen, daß Vergangenheit objektiv, also unbeeinflußbar, zu dokumentieren ist. Da steht dieses anfängliche Zitat da wie ironisch gemeint, wie ein Paradoxon!“
Blumhagens Themenrepertoire offenbart „bei eingehender Betrachtung ein ausgereiftes Formenspiel innerhalb einer Konstruktion, die mit kalkulierter Kontrastwirkung zwischen einzelnen Körpern, Flächen und Akzenten delikate optische Wirkungen einbezieht.“ Der Betrachter muss allerdings bereit sein, „sich in die Bilderwelt hineinzubegeben, sie reißt ihn nicht an sich. Der subtile Reiz liegt in der fast elegischen Stille. Die Objekte beginnen sich zu entmaterialisieren und fungieren in veränderlichen Konstellationen wie Schwebstoffe einer geträumten Situation in der Erinnerung. Mit dieser hier eingerückten Metapher leitet sich am deutlichsten ein unmittelbarerer Bezug im schöpferischen Ansatz der photographischen Arbeit Blumhagens zur Literatur ab.“

## Werkbestand
Blumhagens Werke befinden sich unter anderem im Brandenburgischen Landesmuseum für moderne Kunst / Dieselkraftwerk Cottbus, dem Kupferstichkabinett Dresden und im Kunstmuseum Moritzburg Halle (Saale).
Der fotografische Vorlass von Matthias Blumhagen wurde Ende 2020 von der Deutschen Fotothek erworben. Enthalten sind rund 9.100 Negative, 435 Diapositive und rund 4.700 Prints sowie Digitalaufnahmen aus dem Zeitraum von 1978 bis 2020.

## Ausstellungen

### Einzelausstellungen
- 2002: Matthias Blumhagen – Fotografien, Karrasburg Museum, Coswig
- 1996: Matthias Blumhagen – Photographien 1981–1990, Leonhardi-Museum, Dresden (Katalog)
- 1995: Galerie im Werbehaus, Dresden
- 1994: Galerie Niederwald, Dresden
- 1994: Klinikum der Freien Universität Berlin
- 1990: Dom Kultury, Zgorzelec/Polen
- 1990: Galerie 5ünf Sinne, Halle/Saale
- 1990: Crêpes Galerie, Dresden
- 1989: Kulturbund Wittenberge
- 1989: St.-Katharinen-Kirche (Middelhagen)
- 1989: Kleine Galerie des Kulturbunds, Bautzen
- 1988: Kleine Galerie, Radebeul
- 1988: Jugendbibliothek Dresden-Neustadt, Dresden
- 1985: Konzert- und Gastspieldirektion Dresden (KGD)

### Gruppenausstellungen
- 2024: #INTENSIV. Matthias Blumhagen, Susan Lamèr und Matthias Creutziger. Aus dem Archiv der Fotografen, Buchmuseum der SLUB Dresden, 26. Oktober 2024 – 11. Januar 2025
- 2017: Haltungen – Positionen Sächsischer Fotografie der Gegenwart, Bürgerfoyer des Sächsischen Landtags, Dresden, 12. Januar – 22. Februar 2017
- 2015: Haltungen, Galeria Dolna, Kielce (PL); Zentrum für Fotografie Romanisches Haus Wroclaw (PL)
- 2010: San Lorenzo Arte, Poppi/Arezzo (I)
- 1999: Bild Erfahrung Dresden, Technische Sammlungen Dresden
- 1996: Jugendbibliothek / Galerie Café Büchel, Dresden (mit Detlef Herrmann)
- 1995: Miniatur, Galerie am Damm, Dresden
- 1994: Miniatur in der Kunst, Fürstenwalde/Spree
- 1993: Miniatur in der Bildenden Kunst, Dresden
- 1989: Hommage à Glöckner, Leipzig
- 1989: 40 unter 40, Dresden; Leverkusen
- 1989: XI. Kunstausstellung der DDR, Dresden
- 1988: Galerie Schmidt-Rottluff, Chemnitz (mit J. Liebe)
- 1987: Neue Dresdener Galerie, Dresden (mit K. Korn)
- 1985: 11. Bezirkskunstausstellung, Dresden
- 1985: Akt & Landschaft, Potsdam
- 1982/1983 und 1978/1988: IX. und X. Kunstausstellung der DDR, Dresden

## Publikationen
- Matthias Blumhagen: Spruchbilder. 212 Aphorismen, Dresden 2020
- Matthias Blumhagen: Gespenster. Traum. Bilder, Dresden 2020
- Matthias Blumhagen: Li Tai-bo. Dichtungen. Eine Auswahl, Dresden 2020
- Matthias Blumhagen: Im Vogelsitz. Sechsundsechzig Jahre. Dresden 2020
- Matthias Blumhagen: AR Penck. Eine Geschichte. Dreiunddreißig Bilder, Dresden 2019
- Matthias Blumhagen: Zwiesprachen. Zum imaginären Selbstporträt, Dresden 2019
- Matthias Blumhagen: Das stumme Gesicht. 21 Porträts in Gips, Dresden 2018
- Matthias Blumhagen: Vierundzwanzig Stunden. Weimar. Wiederholte Begegnung, Dresden 2018
- Matthias Blumhagen: Flußland. Elegien an die Elbe. Photographien 1987 – 2017, Dresden 2018
- Matthias Blumhagen: Kalte Gestalten. Nachmittage eines Fauns. Photographien 1991 – 2018, Dresden 2018
- Matthias Blumhagen: Transizioni – Übergänge. Zeichen von Wandlung 2009 – 2015, Dresden 2018
- Matthias Blumhagen: Botticelli-Variationen. 16 Veränderungen im Spiegel, Dresden 2018
- Heinrich Magirius (Hg.): 600 Jahre Hoflößnitz. Historische Weingutanlage, mit Fotografien von Matthias Blumhagen, Dresden 2001
- Matthias Blumhagen (Hg.): "... an Weisheit schwer und Wein". Student und Wein in Lied und Brauchtum. Ausstellungskatalog Stiftung Weingutmuseum Hoflößnitz, Radebeul 2001
- Matthias Blumhagen (Hg.): Kork. Über Korkgewinnung, Wein & Korken, Korkenzieher, Ausstellungskatalog Stiftung Weingutmuseum Hoflößnitz, Radebeul 1999
- Kulturlandschaft Sachsen, Dresden 1999 (mit Fotografien von Matthias Blumhagen)
- Matthias Blumhagen: Photographien 1981 − 96, Ausstellungskatalog Leonhardi-Museum Dresden, Dresden 1995
- Matthias Blumhagen: UNTERWEGS. fundstücke. Improvisationen & tagebuchblätter, Dresden 1990 [Zwei Unikatexemplare]